# Proto-Villanovacultuur

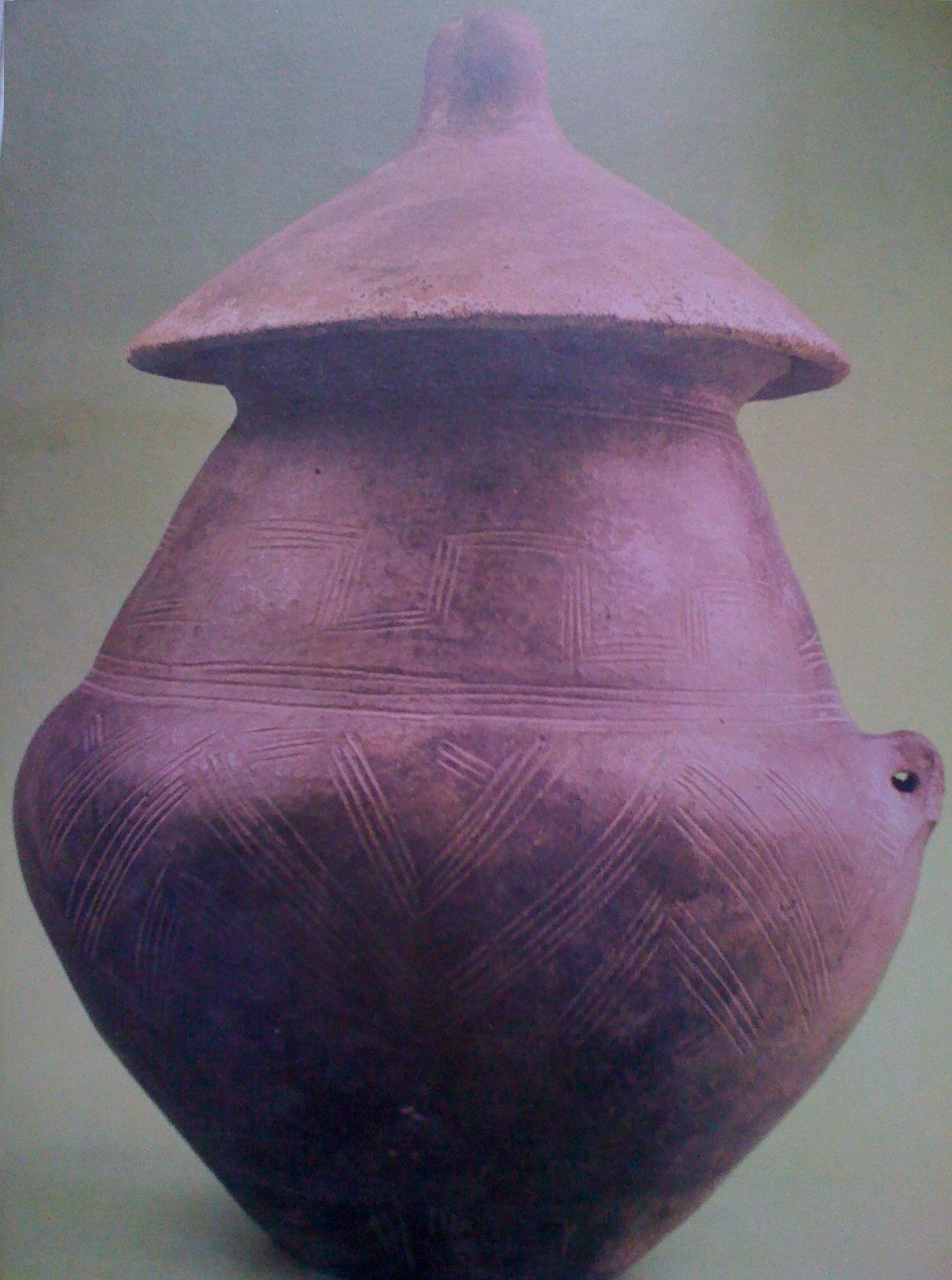
Biconische urne

De Proto-Villanovacultuur was een cultuur uit de late bronstijd, die in Italië verscheen in de eerste helft van de 12e eeuw v.Chr. en duurde tot de 10e eeuw v.Chr., en was een onderdeel van de Centraal-Europese urnenveldencultuur (1300-750 v.Chr.).
De Proto-Villanovacultuur had gelijkenis met de regionale groepen van Beieren-Opper-Oostenrijk en van de Midden-Donau. Een andere hypothese is dat het afgeleid was van de eerdere terramarecultuur van de Po-vallei. Verschillende auteurs, zoals Marija Gimbutas, brachten deze cultuur in verband met de komst of de verspreiding van het proto-Italisch op het Italiaans schiereiland. Proto-Villanova-sites zijn overal op het Italiaanse schiereiland aanwezig, meestal in het noord-centrale deel maar ook, in mindere mate, in Zuid-Italië en Oost-Sicilië. 
Nederzettingen, meestal van kleine afmetingen, werden over het algemeen op heuvels gebouwd en omringd door vestingwerken. De economie was voornamelijk gebaseerd op agro-pastorale activiteiten, metallurgie en handel. 
De overledenen werden gecremeerd. De assen werden in biconische urnen geplaatst, vaak versierd met geometrische ontwerpen, en vervolgens in de grond begraven.